# Panzer Division Marduk
Panzer Division Marduk ist das sechste Studioalbum der schwedischen Black-Metal-Band Marduk und das letzte der Band bei Osmose Productions. Es handelt sich um ein Konzeptalbum zum Krieg. Das Schallplattencover stellt einen Stridsvagn 104 dar, eine schwedische Version des britischen Centurion-Panzers aus dem Zweiten Weltkrieg.

## Entstehungsgeschichte
Marduk hatte das Album seit 1995 geplant. Es sollte eine Antwort auf Slayers Reign in Blood werden, das als brutalstes Album der 1980er galt; Marduks Album sollte das brutalste Album der 1990er werden. Die Band hatte 1995 aber noch nicht mit dem Schreiben der Lieder begonnen; nur das Titellied existierte schon 1994, „allerdings noch ohne Text“. 1995 wurde dann das Konzept ausgearbeitet, die meisten Lieder und Texte entstanden in den folgenden zwei Jahren.
Gitarrist Morgan Steinmeyer Håkansson sagte im Interview mit Götz Kühnemund vom Rock Hard, die Band habe das Album in erster Linie für sich selbst gemacht und spiele diese Art von Liedern auch am liebsten live. Das heiße aber nicht, dass sie künftig ausschließlich schnell spielen werde; es werde „auch wieder Scheiben wie ‚Nightwing‘ mit härteren, hymnischeren Songs geben“. Der Titel sollte „so plakativ wie möglich sein“.

„Ich sehe mir gerne alte Kriegsdokumentationen an und bin der Meinung, daß nichts besser Aggression, Kraft und Kompromißlosigkeit verkörpert als ein Panzer. Welch bessere Inspiration könnte es für extremen Metal geben als 70 Tonnen Stahl, die übers Schlachtfeld rollen und alles zermalmen? Passend zum Titel mußte natürlich auch ein brutales Covermotiv her; deshalb haben wir uns für ein Panzer-Foto entschieden. Im Vergleich zu sämtlichen alten MARDUK-Covern, die ja immer Gemälde zeigten, fällt es vielleicht etwas aus der Reihe - aber dafür verkörpert es die Musik perfekt.“

Auch Sänger Legion erklärte, die Band habe mit dem Album „einen ‚Schlachtfeld-Soundtrack‘ schaffen, sprich die musikalische Essenz des Krieges irgendwie einfangen“ wollen, und der Panzer sei „der schrecklichste Todesbote, die furchterregendste Kriegsmaschine, der ultimative Zerstörer schlechthin“.
Zum Zeitpunkt des Erscheinens waren die Jugoslawienkriege aktuell, was bei der Ausarbeitung des Konzepts aber nicht klar war, und das Album sollte auch „kein Statement dazu sein“. Håkansson gab an, er habe „überhaupt keine Meinung zum Angriff der Nato und möchte auch nichts weiter dazu sagen“. Als Musiker habe er „keinerlei Interesse daran, die politische Weltlage zu kommentieren; das hat mit MARDUK absolut nichts zu tun“. Es gebe immer Kriege auf der Welt, was in der Natur des Menschen liege, und die Band wolle „auf keinen Fall in irgendeinen Zusammenhang mit dem Krieg in Jugoslawien gebracht werden“.

## Titelliste
1. Panzer Division Marduk – 2:39
2. Baptism by Fire – 3:51
3. Christraping Black Metal – 3:46
4. Scorched Earth – 3:37
5. Beast of Prey – 4:07
6. Blooddawn – 4:20
7. 502 – 3:14
8. Fistfucking God’s Planet – 4:28

## Musikstil und Texte
Auf Panzer Division Marduk geht es „wie immer um den Kampf gegen das Christentum - vielleicht mit dem Unterschied, daß die Symbolik diesmal noch direkter und kriegerischer ausgefallen ist“. Laut Håkansson stellt das Album somit eine Weiterführung des klassischen Konzepts der Band dar; die Band versuche „mit jedem Album, die Perspektive etwas zu verändern. Auf ‚Nightwing‘ z. B. kam die historische Seite im Vlad-Dracul-Konzept zur Geltung, diesmal ist es ein etwas anderer Blickwinkel“. Das Album ist schnell und aggressiv gehalten und bietet wenig Abwechslung; das Hauptriff von Beast of Prey etwa besteht nur aus Powerchords auf den chromatischen Tönen fis, g und gis. Der Thematik entsprechend finden sich auf dem Album Kriegs-Samples. Ebenso wie Slayer wich Marduk 2001 mit dem folgenden Album La grande Danse macabre deutlich vom Stil von Panzer Division Marduk ab; Håkansson hatte 1999 angekündigt, das folgende Album werde vermutlich nicht wie „Panzer Division Marduk part II“ sein.

## Rezeption
Aufgrund seiner Länge von etwa 30 Minuten und seiner hohen Geschwindigkeit im Vergleich zu den anderen Alben wird Panzer Division Marduk oft als Reign in Blood der Band oder des Black Metal bezeichnet; anders als bei Slayers Reign in Blood mit seinen charakteristischen Breaks, Tempowechseln und Soli sind sich die Lieder allerdings sehr ähnlich, sodass das Album sehr eintönig klingt. Als Folge dieses Albums werden Alben einiger Bands auch als deren jeweilige „Panzerdivision“ bezeichnet, „wenn eine Kapelle sich vornimmt, das schnellste, brutalste, erbarmungsloseste, kriegerischste und einfach schwarzmetallischste Album nicht nur der eigenen Bandgeschichte, sondern am besten der ganzen Welt und Historie aufzunehmen“.
Das Album wurde einerseits sehr positiv aufgenommen, andererseits für seine Eintönigkeit kritisiert. Toby vom METALGLORY Magazine bezeichnete das Album als „eines der besten und schnellsten Black Metal Werke aller Zeiten“, für das Marduk „zwar keinen Award für Innovation“ bekomme, aber „einen für spielerische Qualität. Hier sitzt einfach alles!“ Bad Peon von THE UNDERGROUND EMPiRE METAL MEGAZiNE kritisierte die Slayer-Vergleiche; die Lieder seien nur anhand des Gesangs und ihrer Länge zu unterscheiden und nicht mehr als zwei unterschiedliche Riffs zu erkennen; ein erster Break sei erst im vierten Lied zu hören und „das erste was man mit einem Gitarrensolo vergleichen könnte im fünften Lied […]. Der erste und letzte Anflug von Songwriting im letzten Track. Das ist ONKELZ-Niveau! […] Trotzdem eine eindrucksvolle Scheibe, aber wohl mehr was zum Angeben als zum Anhören.“ Dem hält Alboin von metal.de entgegen, das Album sei „mitnichten NUR stumpfes Geknüppel, sondern ein wohlüberlegt umgesetztes Konzept, das die Weltkriegsthematik zwar nicht unbedingt in den Black Metal eingeführt, ihn aber einzigartig kompromisslos umgesetzt hat.“ Dennoch langweile sich Fredrik Andersson vermutlich hinter dem Schlagzeug zu Tode, und das Riffing sei „bis auf die beeindruckende Geschwindigkeit, nicht übermäßig interessant“. John Serba von Allmusic bezeichnet das Album als „the true definition of extremity“.
Das Covermotiv des Albums, ein frontal fotografierter schwedischer Panzer vom Typ Stridsvagn 102, fand in bearbeiteter Form Verwendung im Musikvideo Achtung Panzer der Metal-Band Raubtier aus Haparanda.